# IT行者
《IT行者》是香港電台電視部與政府資訊科技總監辦公室聯合攝作的劇集，於2014年1月至2月播出，合共7集，導演為鄭惠芳，統籌為蔡鳳玲。
劇集以資訊科技專業人員的真實個案為藍本，每集各有一個單元故事，每集約25分鐘。劇集於2014年1月13日起首播，逢週一晚上九時，在香港電台港台電視31頻道放映。
劇集並為港台電視31頻道之開台劇集，全劇採用高清拍攝。

## 每集主題
| 集數 | 播映日期      | 主題     | 角色原型                             | 主要演員                                                 |
| 01   | 2014年1月13日 | 路茫茫   | 發明家劉文健                         | 張惠雅、夏韶聲、陳家樂、韋家雄                           |
| 02   | 2014年1月20日 | 唐吉     | 動畫師鄒榮肇                         | 陳鍵鋒、梁曉豐、黃宇詩、廖子妤                           |
| 03   | 2014年1月27日 | 留言     | 網絡帳戶及遺產管理網站創辦人黎曉洋   | 王敏奕、高皓正、馬志威                                   |
| 04   | 2014年2月3日  | 反轉課室 | 資訊科技科教師歐海健                 | 蔣祖曼、陳柏宇、艾威、寶佩如、陳桂芬、劉哲、伯裘書院學生 |
| 05   | 2014年2月10日 | 英雄傳說 | 電子遊戲開發者彭子傑                 | 周永恆、狄易達、黎美言、岑珈其                           |
| 06   | 2014年2月17日 | 失業99天 | 虛擬遊戲開發者彭煒旻                 | 林嘉華、張紋嘉、黃溢濠、談佩珊                           |
| 07   | 2014年2月24日 | 數碼兄弟 | 語音聊天應用程式開發者郭秉鑫和郭挺年 | 譚俊彥、Sammy、莊思敏、劉家榮、馮素波                    |

## 外部連結
- 香港電台特備網站 - IT行者
- 香港電台節目網站 - IT行者（页面存档备份，存于）
- 香港電台Podcasts網站 - IT行者（页面存档备份，存于）
- IT行者Facebook官方網站（页面存档备份，存于）